# 빌 보이드

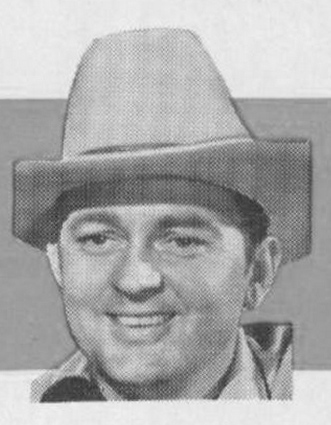

빌 보이드(Bill Boyd, 1910년 9월 29일 ~ 1977년 12월 7일)는 미국의 배우, 작곡가 겸 작사가이다.

## 생애
보이드는 텍사스 주 패닌 카운티의 라도니아 근처 농장에서 13명의 자녀 중 하나로 태어나고 자랐다. 원래 테네시 출신이었던 그의 부모 레무엘과 몰리 자레드 보이드(Molly Jared Boyd)는 1902년 텍사스로 왔다. 대공황 동안 가족은 달라스로 이사했다. 빌과 그의 형제 짐(Jim, 1914년 출생)은 여러 가지 이상한 일을 하면서 어려운 시기에서 살아남으려고 노력했다. 빌은 이른 아침 라디오 쇼에서 공연하는 알렉산더 데이브레이커스(Alexanders Daybreakers) 트리오에 합류했다. 짐과 함께 그는 텍사스 그린빌의 라디오와 달라스의 WRR에 출연했다. 한편 짐은 "Rhythm Aces"를 결성했다. 1932년 2월 보이드는 "Blue yodeler" 지미 로저스 (컨트리 가수)와 함께 녹음했다. 같은 해에 그는 선구적인 서부 스윙 밴드 "The Cowboy Ramblers"를 결성했다. 그의 밴드는 기타를 맡은 자신, 베이스를 맡은 짐 보이드, 테너 밴조를 맡은 월터 커크스(Walter Kirkes), 바이올린을 맡은 아트 데이비스(Art Davis)로 구성되었다. 밴드의 역사 동안 많은 멤버들이 Light Crust Doughboys 및 Roy Newman's Boys와 동시에 작업했다. Cowboys Ramblers는 1934년부터 1951년 사이에 225개 이상의 녹음을 했다. 밴드는 자체 인기 라디오 쇼인 "The Bill Boyd Ranch House"에 참여했다. 그들은 1934년 8월 7일 블루버드 레코드(Bluebird Records)에서 녹음 데뷔를 했다. 1935년 Cowboy Ramblers는 "Under the Double Eagle"을 녹음하여 큰 히트를 쳤는데, 이 녹음은 나중에 서부 스윙 표준이 되어 25년 동안 인쇄되었다. 1930년대의 다른 클래식으로는 "Wah Hoo", "Beaumont Rag", "Fan It", "New Steel Guitar Rag" 및 "I've Got That Oklahoma Blues"가 있다.

## 음반
- Bill Boyd's Cowboy Ramblers (Bluebird AXM2-5503, 1975) [2LP]
- Bill Boyd and His Cowboy Ramblers (1934–1947) (Texas Rose TXR-2701, 1982)
- The Master of Cowboy Swing (Bronco Buster CD-9002, 1995)
- The Eyes of Texas (Cattle CCD-205, 1998)
- The Golden Age of Bill Boyd (Cattle CCD-229, 2000)
- Swing with Bill Boyd and His Cowboy Ramblers (Cattle CCD-234, 2000)
- Saturday Night Rag 1934–1936 (Volume 1) (Acrobat ACRCD-132, 2003)
- Lone Star Rag 1937–1949 (Volume 2) (Acrobat ACRCD-145, 2004)

## 영화
- 교황과 함께 사라지다 (2010년)